# Objection (Tango)
"Objection (Tango)" là một đĩa đơn trích từ album Laundry Service của ca sĩ người Colombia Shakira. Bài hát còn có một phiên bản tiếng Tây Ban Nha tên là "Te Aviso, Te Anuncio".

## Xếp hạng

### Xếp hạng tuần
| Chart (2002)                              | Peak position |
| ----------------------------------------- | ------------- |
| Australian Singles Chart                  | 2             |
| Austrian Singles Chart                    | 12            |
| Belgian Singles Chart (Flanders)          | 9             |
| Belgian Singles Chart (Wallonia)          | 8             |
| Danish Singles Chart                      | 20            |
| Dutch Singles Chart                       | 5             |
| Finnish Singles Chart                     | 10            |
| French Singles Chart                      | 10            |
| German Singles Chart                      | 19            |
| Hungarian Airplay Chart                   | 1             |
| Hungarian Singles Chart                   | 16            |
| Irish Singles Chart                       | 12            |
| Italian Singles Chart                     | 6             |
| Norwegian Singles Chart                   | 8             |
| Poland (Polish Singles Chart)             | 6             |
| Swedish Singles Chart                     | 7             |
| Swiss Singles Chart                       | 10            |
| UK Singles Chart                          | 17            |
| US Billboard Hot 100                      | 55            |
| US Billboard Hot Dance Club Songs         | 25            |
| US Billboard Hot Latin Songs              | 16            |
| US Billboard Latin Pop Airplay            | 7             |
| US Billboard Latin Tropical/Salsa Airplay | 10            |
| US Billboard Top 40 Mainstream            | 21            |

### Xếp hạng cuối năm
| Chart (2002)                     | Position |
| -------------------------------- | -------- |
| Australian Singles Chart         | 44       |
| Belgian Singles Chart (Flanders) | 97       |
| Dutch Singles Chart              | 64       |

| Chart (2003)                     | Position |
| -------------------------------- | -------- |
| Belgian Singles Chart (Wallonia) | 58       |
| French Singles Chart             | 43       |
| Swiss Singles Chart              | 86       |

## Chứng nhận
| Country          | Certification | Sales/shipments |
| ---------------- | ------------- | --------------- |
| Australia (ARIA) | Platinum      | 70,000          |
| France (SNEP)    | Gold          | 250,000         |
| Norway (IFPI)    | Gold          | 5000            |